# جين رايت
جين رايت (بالإنجليزية: Gene Wright)‏ هو لاعب كرة قاعدة أمريكي، ولد في 11 ديسمبر 1878 في كليفلاند في الولايات المتحدة، وتوفي في 29 أكتوبر 1930 في باربرتون في الولايات المتحدة.

## وصلات خارجية
- جين رايت على موقعبيزبول رفرنس.كوم (الدوري الرئيسي) (الإنجليزية)
- جين رايت على موقعبيزبول رفرنس.كوم (الدوري الثانوي) (الإنجليزية)
- جين رايت على موقع مشجعي الرسوم البيانية (الإنجليزية)